# 東京ワンピースタワー
東京ワンピースタワー（とうきょうワンピースタワー、TOKYO ONE PIECE TOWER）は、東京都港区の東京タワー「フットタウン」内にあった、漫画『ONE PIECE』をテーマとしたテーマパーク。2015年3月13日に開園。2016年6月18日、2020年3月18日にリニューアルオープン。2020年7月31日をもって閉園した。
『ONE PIECE』に登場する「麦わらの一味」にまつわるアトラクションやライブショー、グッズショップ、レストランなどがあり、季節ごとに様々なイベントやキャンペーンが開催されている。パーク全体が新世界にある「トンガリ島」と呼ばれる島で、麦わらの一味が流れ着き、島民たちと共にファンのために「アソビ場」を作った、というコンセプト。トンガリ電伝虫がトンガリ島の長老を務め、アトラクションや公式ウェブサイトなどでガイドとして登場する。
2016年、トリップアドバイザーのTRAVELERS CHOICE 2016〜テーマパーク編〜日本版で第7位にランクインした。

## アトラクション

### 360ログシアター〜The World of One Piece〜
漫画『ONE PIECE』に登場する麦わらの一味の冒険の様々な有名なシーンが、音楽や効果音と共に360度見渡せる全方位型巨大スクリーンに映し出される体験型アトラクション。当初オープン時は漫画のワンシーンを切り取ったパネル展示だったが、リニューアルされた。ワンピースタワーのエントランスのある3階に位置し、訪れる人を島へと招き入れる最初のアトラクションである。

### ルフィのエンドレスアドベンチャー
『ONE PIECE』の主人公であるモンキー・D・ルフィとその仲間達の冒険の歴史を辿るウォークスルーアトラクション。パーク5階に位置する。エースなどキャラクターの等身大のフィギュアや、作品に登場するシーンを再現したミニチュア、パネル展示物などがある。
アトラクション最後には大ムービースクリーンがあり、東京ワンピースタワーでしか観ることのできないオリジナル短編映画が上映されている。

### ゾロの一刀両断
パーク4階に位置する、麦わらの一味の一員であるロロノア・ゾロをモチーフとした体感型アトラクションゲーム。内部はゾロが開いた剣道道場。プレーヤーはゾロの必殺技を使って、プレーヤーの前にあるスクリーンから放たれる砲弾を斬り落とし、海軍を倒すゲームとなっている。 
他にもアトラクション内部の壁には、ゾロや他のキャラクターが作品中使用している剣や武器のレプリカも飾られている。

### ナミのカジノハウス
パーク4階に位置する、麦わらの一味の航海士であるナミをモチーフとした参加型アトラクション。プレーヤーは『ONE PIECE』の世界での通貨であるベリーを賭け、ナミと3本勝負を挑むカジノゲーム。一定のベリーを勝ち取ると、限定会員カードがもらえる。

### ウソップの目指せ狙撃王
パーク４階に位置する、麦わらの一味の一員であるウソップをモチーフとした体験型ゲーム。プレーヤーは制限時間1分の中でウソップの武器であるパチンコで海兵を撃ち抜く。ラスボスは世界政府で、倒すことができたらソゲキングのお面を獲得することができる。

### チョッパーのサウザンド・サニー号探検
パーク4階に位置する、麦わらの一味の船医であるトニートニー・チョッパーがガイドの体験型ウォークスルーアトラクション。アトラクション全体が麦わらの一味の二つ目の海賊船であるサウザンドサニー号の内観となっている。サンジのキッチンやナミとロビンの寝室、チョッパーの研究室といった、サウザンド・サニー号の施設の中を実際に歩くことができる。様々な仕掛けも隠されている。

### ロビンの古代文字の謎を追え
パーク全体で展開される、麦わらの一味の一員ニコ・ロビンをモチーフとしたアトラクション。プレーヤーは電伝虫を使い、パークの隅々に隠れている古代文字を見つけ、最後に遺跡の中にあるポーネグリフを見つけ出さなければならない。

### フランキーパーク
パーク4階に位置する、船大工フランキーにまつわるエリア。フランキー型の「フランキーのヘ・ン・タ・イ！ボールコースター」と名付けられたピンボールマシーン、おもちゃが置かれたカラフルな「フランキーのキッズスペース」、軽食や飲み物を提供する小さなカフェ「フランキーのコーラーバー」がある。

### ブルックのホラーハウス
麦わらの一味の一員であるブルックをモチーフとしたお化け屋敷。プレーヤーは入り口で塩玉を受け取り、お化け屋敷の中にいるゾンビを倒す。

### トンガリ島フォトスポット
バーソロミュー・くまの手や海軍大将の椅子など等身大のフィギュアや肖像画、特別企画、壁画、パーク内には多くのフォトスポットがある。特別に撮影禁止されている場所以外、パーク内は基本的に撮影が許可されている。

### ONE PIECE LIVE ATTRACTION
『ONE PIECE』に登場するキャラクター達が舞台上で冒険を繰り広げる、観客参加型オリジナルエンターテイメントショー。アニメの声優の声に合わせキャスト陣が演技し、プロジェクションマッピングや照明技術を使った演出なども用いられている。シアターはパーク5階に位置する。
| タイトル                                                    | 上演期間                                                   |
| ----------------------------------------------------------- | ---------------------------------------------------------- |
| ONE PIECE LIVE ATTRACTION "Welcome to TONGARI Mystery Tour" | 2015年3月13日 - 2016年4月10日                              |
| ONE PIECE LIVE ATTRACTION "2"                               | 2016年4月23日 - 2017年4月9日                               |
| ONE PIECE LIVE ATTRACTION "3" 『PHANTOM』                   | 2017年4月29日 - 2019年4月7日                               |
| ONE PIECE LIVE ATTRACTION 『MARIONETTE』                    | 2019年4月24日 - 2020年3月8日 2020年3月22日 - 2020年7月31日 |

『PHANTOM』では、原作者・尾田栄一郎描き下ろしのオリジナルキャラクター・歌姫アンが登場し、オープニング曲とエンディング曲は原作者と親交のあるGReeeeNによる書き下ろし曲「4 ever ドーン!!!!!（フォーエバー ドーン）」と「PHANTOM 〜約束〜」が使われた。

## ショップとレストラン

### トンガリストア
パーク3階の出口付近に位置する東京ワンピースタワーの限定グッズなどを販売するオリジナルグッズショップ。長老であるトンガリ電伝虫がオーナーを務めている。

### 麦わらストア 東京ワンピースタワー店
東京タワーフットタウン1階（パーク外）にある、『ONE PIECE』公式グッズショップ。東京タワー限定商品も販売されている。 

### フランキーのコーラバー
コーラ好きのフランキーが作ったパーク内にある小さなカフェ。パーク内で飲食ができる唯一の場所である。星型がのったワッフルなど、フランキーをモチーフとした様々な軽食や飲み物を提供し、休憩できるテーブルや椅子が置いてある。

### Cafe Mugiwara
東京タワーフットタウン1階に位置するライブラリーカフェ。『ONE PIECE』に登場する様々なキャラクターをモチーフとした料理や飲み物を提供している。原作漫画を含む作品にまつわる世界中の書籍が600冊以上置いてあり、食事を楽しみながら無料で読むことができる。
『ONE PIECE』に登場するキャラクターの誕生月には、そのキャラクターをモチーフとした限定メニューも提供される。一番くじなどの外部イベントとのコラボメニューが登場したりもする
。
午前10時から午後10時まで営業している。

### サンジのおれ様レストラン
東京タワーフットタウン1階、Cafe Mugiwaraの横に位置する麦わらの一味のコックであるサンジが開いたレストラン。午前11時から午後3時まで70分制限時間でランチがビュッフェスタイルで提供され、午後3時から午後10時まではオーダース制でコースメニューや誕生日メニューなどのイベントメニューが提供される。
レストランの内装は『ONE PIECE』の世界観で溢れており、船のマストや監獄の鉄格子といった『ONE PIECE』に登場するシーンをモチーフに作られている。